# 아이스 에이지 4: 대륙 이동설
아이스 에이지 4: 대륙 이동설(영어: Ice Age: Continental Drift)은 블루 스카이 스튜디오에서 제작하고 20세기 폭스에서 배급한 미국의 2012년 애니메이션 영화이다.

## 줄거리
매니와 엘리는 사춘기 딸 피치스와 행복하게 살고 있다. 엘리는 딸을 지지하려 하지만, 매니는 지나치게 과보호한다. 한편, 시드의 가족이 돌아오지만, 그들은 늙은 할머니만 맡겨두고 곧바로 떠나버린다. 매니는 피치스가 자신이 탐탁지 않게 여기는 털매머드 무리와 어울리는 것을 목격하고, 매니와 피치스 사이에 싸움이 벌어진다. 얼마 지나지 않아, 갑작스러운 대륙 분열(스크랫이 다시 도토리를 묻으려다 발생한)로 매니는 무리에서 떨어져 나간다. 시드, 할머니, 디에고와 함께 움직이는 얼음 덩어리에 갇힌 매니는 어쩔 수 없이 조류에 몸을 맡긴다. 동시에 거대한 지각 변동이 엘리, 피치스, 그리고 육지에 남아있는 동물들을 위협하여, 그들은 안전을 위해 육교를 향해 나아가야만 한다.
극심한 폭풍우로 인해 육지에서 더 멀리 밀려난 매니의 일행은 기간토피테쿠스인 거트 선장이 이끄는, 떠다니는 빙산 위를 항해하는 해적 무리에게 붙잡히고, 거트는 그들을 자신의 선원으로 강제하려 한다. 그들이 거부하자, 거트는 그들을 처형하려 하고, 이는 그들의 탈출로 이어진다. 이 과정에서 실수로 배와 식량이 모두 침몰한다. 거트의 일등 항해사인 시라라는 이름의 암컷 검치호는 동료들에게 죽은 채로 버려진 후 구조되어 그들과 합류한다.
무리는 스위치백 코브 해안에 밀려오는데, 이곳은 그들의 집으로 돌아가는 조류를 제공한다. 거트가 바위너구리 무리를 노예로 삼아 새 빙산 배를 만들고 있다는 것을 알게 된 매니는 다른 바위너구리들과 함께 동료들을 해방하고 배를 훔칠 계획을 세우고, 주의를 딴 데로 돌리는 데 성공한다. 그들이 배를 타고 탈출하려는 순간, 디에고는 시라에게 해적을 떠나 더 나은 삶을 살기 위해 무리에 합류하라고 설득하지만, 시라는 처음에는 받아들이는 듯하다가 대신 뒤에 남아 거트를 지연시켜 무리가 탈출할 수 있도록 한다. 거트는 또 다른 배를 만들고 매니에게 복수할 계획을 세운다.
한편, 본토로 돌아가는 육교로 동물들이 이동하는 동안, 피치스는 이전의 털매머드 무리에 합류하지만, 그들은 현재 진행 중인 위험에 관심이 없고, 루이스라는 두더지쥐와 친구라는 이유로 피치스를 깔본다는 것을 알게 된다. 루이스가 피치스가 다른 털매머드들에게 자신들이 사실 친구가 아니라고 말하는 것을 엿듣자, 피치스는 새 친구들에 대한 마음을 바꾸고, 그들의 건방진 태도를 비난하며 그들을 떠난다.
세이렌 무리로부터 간신히 탈출한 매니, 시드, 디에고, 할머니는 집으로 돌아와 육교가 파괴되었을 뿐만 아니라, 거트가 그들보다 먼저 도착하여 엘리, 피치스, 그리고 나머지 무리들을 인질로 잡았다는 것을 발견한다. 싸움이 벌어지고, 할머니의 애완 고래인 프레셔스가 나타나 거트의 선원들을 물리친다. 매니는 유빙 위에서 거트와 최후의 결투를 벌여 그를 물리치고 가족, 친구들과 재회한다. 거트는 이후 암컷 기간토피테쿠스의 모습을 한 세이렌을 만나 거대한 조개에 갇힌 채 산 채로 잡아먹힌다. 그 후, 피치스는 매니와 루이스 모두와 행복하게 화해하고, 시라는 무리에 합류하여 디에고와 연인이 된다. 지각 변동으로 인해 집이 파괴되자, 프레셔스는 무리 전체를 비옥한 섬으로 데려가고, 그곳에서 이전에 만났던 바위너구리들이 이미 그들의 문명을 재건하기 시작한다.

## 출연자
- 레이 로마노 - 매니
- 존 레귀자모 - 시드
- 데니스 리어리 - 디에고
- 퀸 리티파 - 엘리
- 제니퍼 로페즈 - 쉬라
- 크리스 웻지 - 스크랫
- 피터 딘클리지 - 거트 선장
- 닉 프로스트 - 뚱보 플린
- 아지즈 안사리 - 칼잡이 버니
- 알랭 샤바 - 두건 사일런스
- 쿠날 나야르 - 굽타
- 숀 윌리엄 스콧 - 크레쉬
- 조쉬 펙 - 에디

## 한국판 성우진
- 설영범 - 매니
- 이인성 - 시드
- 홍성헌 - 디에고
- 장우영 - 엘리
- 장광 - 크래쉬
- 故 김관진 - 에디
- 소연 - 쉬라
- 박은숙 - 시드의 할머니
- 홍수정 - 피치스
- 이봉준 - 거트
- 안용욱 - 루이스
- 남도형 - 라즈
- 김준호 - 뚱보 플린
- 홍인규 - 칼잡이 버니
- 조윤호 - 두건 사일런스
- 장기영 - 굽타
- 유동균 - 에반
- 서문석 - 시드의 아버지
- 김옥경 - 시드의 엄마
- 윤세웅 - 시드의 동생
- 정승욱 - 시드의 삼촌
- 임은정 - 암컷 맘모스
- 조진숙 - 암컷 맘모스

## 같이 보기
- 컴퓨터 애니메이션 영화 목록